# Gripport
Gripport és un municipi francès situat al departament de Meurthe i Mosel·la i a la regió del Gran Est. L'any 2007 tenia 222 habitants.

## Demografia

### Població
El 2007 la població de fet de Gripport era de 222 persones. Hi havia 94 famílies, de les quals 32 eren unipersonals (18 homes vivint sols i 14 dones vivint soles), 22 parelles sense fills, 29 parelles amb fills i 11 famílies monoparentals amb fills.
La població ha evolucionat segons el següent gràfic:
Habitants censats

### Habitatges
El 2007 hi havia 111 habitatges, 101 eren l'habitatge principal de la família, 2 eren segones residències i 8 estaven desocupats. 104 eren cases i 6 eren apartaments. Dels 101 habitatges principals, 85 estaven ocupats pels seus propietaris, 13 estaven llogats i ocupats pels llogaters i 3 estaven cedits a títol gratuït; 4 tenien dues cambres, 7 en tenien tres, 28 en tenien quatre i 62 en tenien cinc o més. 80 habitatges disposaven pel capbaix d'una plaça de pàrquing. A 48 habitatges hi havia un automòbil i a 46 n'hi havia dos o més.

### Piràmide de població
La piràmide de població per edats i sexe el 2009 era:
| Homes | Edats   | Dones |
| ----- | ------- | ----- |
| 0     | 95 o +  | 0     |
| 0     | 90 a 94 | 4     |
| 4     | 85 a 89 | 4     |
| 4     | 80 a 84 | 0     |
| 0     | 75 a 79 | 8     |
| 8     | 70 a 74 | 4     |
| 4     | 65 a 69 | 12    |
| 8     | 60 a 64 | 12    |
| 8     | 55 a 59 | 4     |
| 12    | 50 a 54 | 4     |
| 8     | 45 a 49 | 20    |
| 4     | 40 a 44 | 4     |
| 4     | 35 a 39 | 8     |
| 0     | 30 a 34 | 0     |
| 8     | 25 a 29 | 4     |
| 4     | 20 a 24 | 0     |
| 12    | 15 a 19 | 4     |
| 4     | 10 a 14 | 0     |
| 4     | 5 a 9   | 4     |
| 8     | 0 a 4   | 8     |

## Economia
El 2007 la població en edat de treballar era de 137 persones, 117 eren actives i 20 eren inactives. De les 117 persones actives 112 estaven ocupades (62 homes i 50 dones) i 5 estaven aturades (1 home i 4 dones). De les 20 persones inactives 13 estaven jubilades, 1 estava estudiant i 6 estaven classificades com a «altres inactius».

### Ingressos
El 2009 a Gripport hi havia 113 unitats fiscals que integraven 251,5 persones, la mediana anual d'ingressos fiscals per persona era de 17.522 €.

### Activitats econòmiques
Dels 7 establiments que hi havia el 2007, 1 era d'una empresa alimentària, 1 d'una empresa de construcció, 3 d'empreses de comerç i reparació d'automòbils, 1 d'una empresa financera i 1 d'una empresa de serveis.
Els 2 serveis als particulars que hi havia el 2009 eren paletes.
Dels 2 establiments comercials que hi havia el 2009, 1 era una botiga de menys de 120 m² i 1 una botiga d'electrodomèstics.
L'any 2000 a Gripport hi havia 9 explotacions agrícoles que ocupaven un total de 348 hectàrees.

## Equipaments sanitaris i escolars
El 2009 hi havia una escola maternal integrada dins d'un grup escolar amb les comunes properes formant una escola dispersa.

## Poblacions més properes
El següent diagrama mostra les poblacions més properes.